# إعلان بريدي
يعرف الإعلان البريدي بأنه نموذج نموذج للتحقق من أن وثيقة ما قد تم إرسالها عبر البريد لطرف ثالث، وتُرسل عادة مع وثائق كإثبات للقاضي أو الكاتب أنه تم إرسال بعض الوثائق عبر البريد. ويمكن ان يتم الإرسال لفرد أو مجموعة أو المحامين ممن لهم علاقة بقضية معينة. ويتطلب الإعلان البريدي أنه - قانونيًا - بمجرد إرسال وثيقة موقعة، وعند حدوث انتهاك، فيجوز أن يكون الطرف المرسل إليه عرضة للاتهام بالتزوير أو ازدراء المحكمة.
عادة ما تكون هذه الوثيقة بمثابة نموذج مختصر يضم المعلومات التالية:
- عنوان الشركة أو عنوان الاتصال، وأحيانًا أرقام الهاتف والفاكس.
- اسم وتوقيع مرسل البريد.
- أسماء الوثائق المرفقة.
- أسماء الأطراف أو المحامين المرسل إليهم.

## وصلات خارجية
- Example declaration of mailing